# Ilias Panagiotaros
Ilias Panagiotaros (en griego:  Ηλίας Παναγιώταρος; nacido en 1973) es un político ultraderechista griego, quien fungió como diputado del Congreso de los Helenos entre 2012 y 2019, representando al partido de extrema derecha Amanecer Dorado. En septiembre de 2013, Panagiotaros fue arrestado junto con otros cuatro diputados del partido, como parte de una investigación policial sobre el asesinato del músico antifascista Pavlos Fyssas, en el que se le acusa a Amanecer Dorado de ser los principales responsables del incidente. Panagiotaros fue acusado por el tribunal y también se le presentaron cargos por ser miembro de una organización criminal.